# Alberto Ocampo
Alberto Ocampo es un deportista argentino nacido en la provincia de San Juan el 2 de enero de 1945 y especializado en atletismo. Representó a la Argentina en los Juegos Paralímpicos de Tokio 1964, donde ganó la medalla de bronce en lanzamiento de disco.
En 2004 una ley lo reconoció, junto a otros medallistas olímpicos y paralímpicos, como Maestro del Deporte.

## Medalla de bronce en atletismo en los Juegos Paralímpicos de Tokio 1964
| Atletismo: Varones Lanzamiento de disco D | Atletismo: Varones Lanzamiento de disco D | Atletismo: Varones Lanzamiento de disco D | Atletismo: Varones Lanzamiento de disco D | Atletismo: Varones Lanzamiento de disco D |
| | Deportista                                | País                                      | Distancia                                 |                                           |
| --- | ----------------------------------------- | ----------------------------------------- | ----------------------------------------- | ----------------------------------------- |
| 1 | Ron Stein                                 | Estados Unidos                            | 36.98                                     |                                           |
| 2 | Tim Harris                                | Estados Unidos                            | 30.70                                     |                                           |
| 3 | Alberto Ocampo                            | Argentina                                 | 25.25                                     |                                           |
| 4 | Jorge Diz                                 | Argentina                                 | 21.48                                     |                                           |
| Fuente: «Men's Discus Throw D. Tokyo 1964». IPC. 1964. (enlace roto disponible en Internet Archive; véase el historial, la primera versión y la última). |                                           |                                           |                                           |                                           |